# Eropeplus canus
Eropeplus canus é uma espécie de roedor da família Muridae. É a única espécie do género Eropeplus.
Apenas pode ser encontrada na Indonésia.
Os seus habitats naturais são: florestas secas tropicais ou subtropicais.
Está ameaçada por perda de habitat.